# Maj Frisch
Majken Elisabet "Maj" Frisch, född 15 maj 1918 i Kungälvs församling i Göteborgs och Bohus län, död 19 augusti 1980 i Lerbäcks församling i Örebro län, var en svensk översättare.
Hon var folkhögskolelärare till 1963, då hon övergick till översättande på heltid. Mellan 1965 och 1980 utkom drygt 100 böcker, delvis översatta i samarbete med maken Paul Frisch (född 1918).
"Stilistiskt säkra fackboksövers av huvudsakl psykologisk litt men äv ... debattböcker m m." (Litteraturlexikon, 1974)

## Översättningar (urval)
- Richard Wright: I dag, Herre! (Lawd, today!) (översatt tillsammans med Paul Frisch) (Rabén & Sjögren, 1965)
- Mark Twain: Huckleberry Finns äventyr (The adventures of Huckleberry Finn) (Rabén & Sjögren, 1965)
- Charles Dickens: David Copperfield (David Copperfield) (Rabén & Sjögren, 1965)
- Hermann Kesten: Barnen från Guernica (Die Kinder von Gernika) (Rabén & Sjögren, 1966)
- J. William Fulbright: Styrkans övermod (The arrogance of power) (översatt tillsammans med Paul Frisch) (Aldus/Bonnier, 1967)
- René Wellek och Austin Warren: Litteraturteori (Theory of literature) (Aldus/Bonnier, 1967)
- Herbert Marcuse: Protest, demonstration, revolt (Das Ende der Utopie) (översatt tillsammans med Paul Frisch) (Aldus/Bonnier, 1968)
- Basil Davidson: Afrikas historia: grunddrag och konturer (Africa in history: themes and outlines) (Rabén & Sjögren, 1969)
- Leon Mann: Socialpsykologi (Social psychology) (Wahlström & Widstrand, 1972)
- Neil Postman och Charles Weingartner: Lära för att överleva: angrepp på en förlegad undervisning - förslag till en revolution (Teaching as a subversive activity) (Aldus/Bonnier, 1973)
- Piaget i skolan (redigerad av Milton Schwebel, Jane Raph) (Aldus, 1975)
- Ernest Becker: Dödens problem (The Denial of Death) (Lindqvist, 1975)
- William Morris: Konst och politik (översatt tillsammans med Paul Frisch) (Gidlund, 1977)
- Amalie Skram: På S:t Jörgen (På St. Jørgen) (Gidlund, 1978)
- Charles P. Ewing: Krispsykoterapi (Crisis intervention as psychotherapy) (Natur och kultur, 1980)

## Priser
- Sveriges Författarfonds premium till personer för belöning av litterär förtjänst 1973